# Jim Cousins
James Mackay Cousins, född 23 februari 1944 i Hammersmith, är en brittisk forskare/lektor och Labourpolitiker. Han var parlamentsledamot för valkretsen Newcastle-upon-Tyne Central från 1992 till 2010.
Vald 1992 med 49,4% 1997 med  59,2% och 2001 med 55% av rösterna i sin valkrets.